# Коле Фабри (Перуђа)
Коле Фабри је насеље у Италији у округу Перуђа, региону Умбрија.
Према процени из 2011. у насељу је живело 45 становника. Насеље се налази на надморској висини од 368 м.